# Skala twardości Brinella

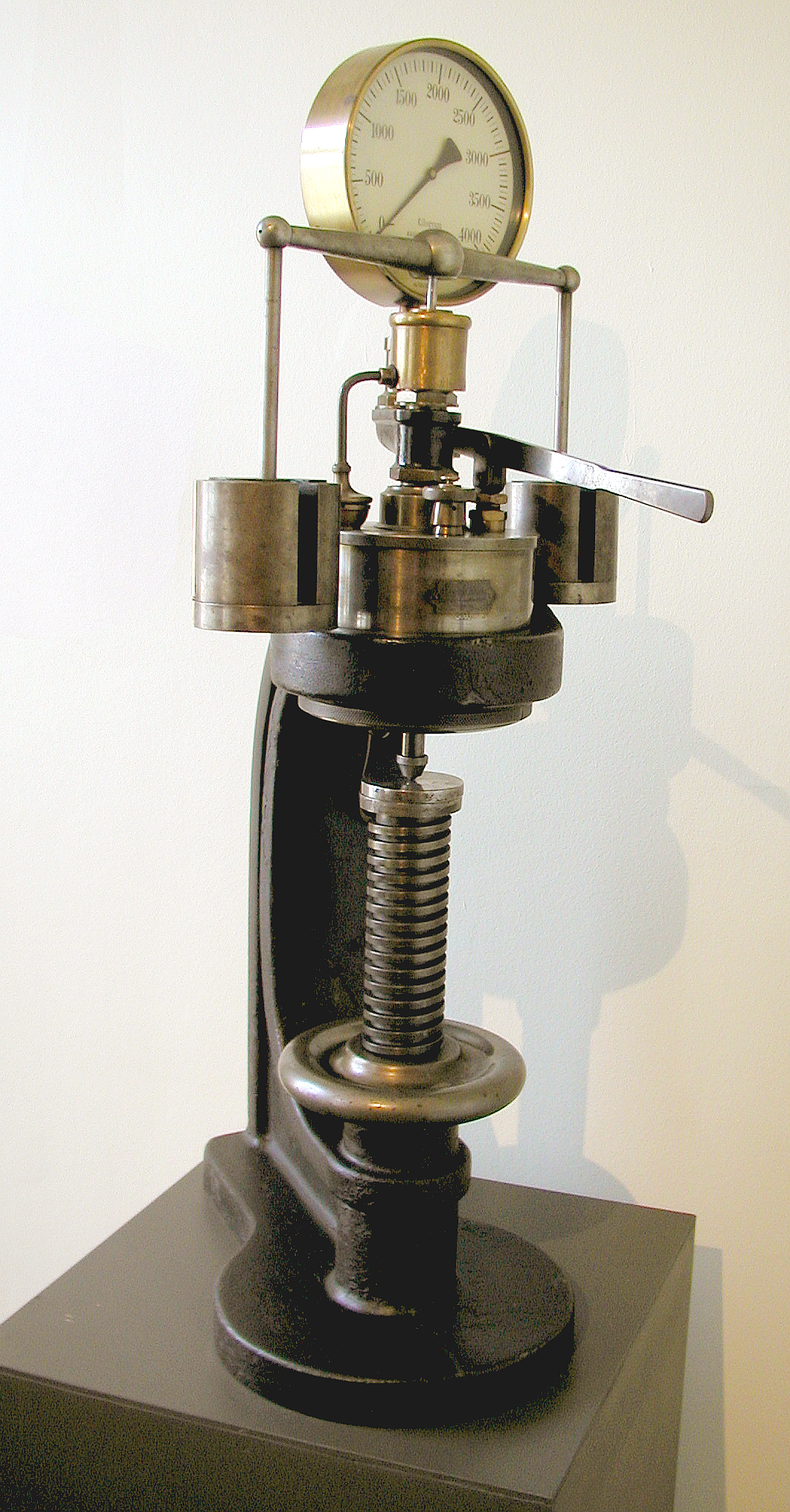
Twardościomierz Brinella

Zasada pomiaru

Skala twardości Brinella – skala oznaczania twardości metali na podstawie testu dokonanego metodą opracowaną przez szwedzkiego inżyniera Johana Augusta Brinella w 1900 roku. Twardość w skali Brinella oznacza się HBW i leży w zakresie od 3 do 650. Metoda Brinella należy do prób niszczących z uwagi na duży rozmiar odcisku. Najczęściej stosowana jest przy odbiorze materiałów hutniczych. Procedurę dokonywania pomiarów opisuje Polska Norma PN-EN ISO 6506.
Metoda Brinella należy do grupy statycznych metod penetracyjnych. W metodzie pomiaru twardości Brinella w próbkę metalu wciska się kulkę z węglików spiekanych (dawniej kulkę stalową). Średnica kulki (1, 2,5, 5 i 10 mm), czas obciążenia (od 10 s dla stali do 60 s miękkich stopów) oraz siła docisku (1-3000 kgf), zależy od rodzaju materiału i grubości próbki.
Twardość HBW oblicza się z zależności:
HBW = siła obciążająca (w kgf – obecnie używa się wartości w niutonach)/powierzchnia odcisku (w mm²).
Twardość oblicza się też na podstawie średnic kulki i odcisku:
{\displaystyle \mathrm {HBW} =0{,}102{\frac {2F}{\pi D(D-{\sqrt {D^{2}-d^{2}}})}},}
gdzie:
{\displaystyle F} = siła obciążająca [N],
{\displaystyle D} = średnica kulki [mm],
{\displaystyle d} = średnica odcisku [mm].
Ponieważ wiele czynników może wpłynąć na niekołowy kształt odcisku penetratora (np. nieprostopadłe usytuowanie powierzchni badanego przedmiotu, jego ugięcie, anizotropia własności mechanicznych, stan naprężeń własnych, nierówna powierzchnia), jego średnicę należy zmierzyć na dwóch wzajemnie prostopadłych kierunkach, wstawiając do wzoru średnią arytmetyczną wartość D.
Mnożnik 0,102 w powyższym wzorze stosuje się w celu przeliczenia siły obciążającej wyrażonej w niutonach na kilogramy-siła. Jeżeli do wzoru podstawi się siłę wyrażoną tradycyjnie (np. 3000 kG), to mnożnik pomija się.
Przed wprowadzaniem normy z 2008 r. dopuszczano kulki stalowe zamiast węglikowych, a skale twardości oznaczano jako HB lub dodając w oznaczeniu literę S (HBS) dla stali i W dla węglików (HBW). Ponieważ powyżej twardości 350 HBW wyniki pomiaru kulką stalową i wykonaną z węglików różnią się istotnie, obecna norma dopuszcza już tylko kulki wykonane z węglików oraz zapis skali jako HBW.
| Materiał | Twardość Brinella HBW |
| --- | --------------------- |
| cyna, ołów, stop łożyskowy oraz inne metale o twardości < 20 HB                                                                                    | 3,5 – 20              |
| aluminium i jego stopy oraz stopy łożyskowe o twardości < 35 HB                                                                                    | 8 – 50                |
| miedź i jej stopy o twardości <35 HB, metale lekkie i ich stopy oraz stopy łożyskowe o twardości 35–80 HB                                          | 16 – 100              |
| żeliwo i stopy niklu, tytanu, kobaltu o twardości < 140 HB, miedź i jej stopy o twardości 35–200 HB, metale lekkie i ich stopy o twardości > 80 HB | 32 – 200              |
| miedź i jej stopy o twardości 50–300 HB metale lekkie i ich stopy oraz stopy łożyskowe o twardości > 50 HB                                         | 50 – 325              |
| stal, żeliwo, stopy niklu, tytanu, kobaltu o twardości> 140 HB, miedź i jej stopy o twardości > 200 HB                                             | 96 – 650              |

Metoda Brinella ma fundamentalne znaczenie przy pomiarach stali, gdyż istnieje zależność matematyczna między twardością Brinella a wytrzymałością na rozciąganie. By oszacować wytrzymałość, twardość wyrażoną w skali HB mnoży się przez współczynnik k określony dla każdego materiału.
{\displaystyle Rm=k\cdot HB,}
gdzie: {\displaystyle k} – współczynnik proporcjonalności.
| Materiał                   | Współczynnik proporcjonalności k |
| -------------------------- | -------------------------------- |
| Stal (125 ⩽ HB ⩽ 175)      | 3,33                             |
| Stal (HB > 175)            | 3,53                             |
| Odlewnicze stopy aluminium | 2,55                             |
| Brąz i mosiądz wyżarzony   | 5,39                             |
| Brąz i mosiądz walcowany   | 3,92                             |
| Żeliwo szare               | (HB – 40)/6                      |

## Zalety i wady metody Brinella
Główną zaletą, jaką oferuje metoda Brinella, jest możliwość zastosowania stosunkowo dużych obciążeń, które wprowadza się twardościomierzami o sztywnej konstrukcji. Twardościomierze te cechuje ponadto łatwość obsługi. Średnicę odcisku mierzy się przy pomocy mikroskopu lub stosując odpowiednio wyskalowaną lupkę, w momencie kiedy niezbędna jest kontrola twardości w warunkach produkcyjnych. W odróżnieniu do metody Rockwella pomiar twardości metodą Brinella jest możliwy nawet w sytuacji, gdy ułożenie próbki nie jest idealnie prostopadłe względem kierunku oddziaływania wgłębnika. Jako zaletę należy również traktować zależność między wytrzymałością materiału a twardością Brinella, którą wyrażoną liczbowo wystarczy przemnożyć przez odpowiedni współczynnik charakterystyczny dla każdego materiału. Dodatkowo analiza ewentualnych deformacji odcisku może wskazać naprężenia istniejące w materiale.
Największą trudność przy metodzie Brinella może sprawić odczyt optyczny średnicy odcisku, na który duży wpływ mają umiejętności operatora. Ważne jest również przygotowanie powierzchni, bez którego wyniki stają się często niewiarygodne, ponieważ ich rozrzut w zależności od lokalizacji odcisku jest bardzo duży. W przypadku pomiarów na powierzchniach cylindrycznych wymagane jest przygotowanie na badanej powierzchni obszaru płaskiego. Z powyższych powodów metoda Brinella nie jest uznawana za metodę szybką, przez co nie znajduje zastosowania w pomiarach seryjnych.